# Hémobilie
 Mise en garde médicale
L'hémobilie est une pathologie rare caractérisée par la présence de sang dans les voies biliaires.

## Présentation clinique
La présentation clinique est en général aigüe : elle associe des signes d'hémorragie digestive haute, une douleur de type colique hépatique et un ictère. Il existe cependant des formes évoluant à bas bruit qui se manifestent surtout par des signes de déplétion martiale.

## Étiologie
La cause principale est un traumatisme hépatique, notamment iatrogène (plaie de l'artère hépatique lors d'une chirurgie, complications lors d'une ponction-biopsie du foie, d'une lithotripsie, d'une endoscopie biliaire, d'un traitement par radiofréquence...). Mais on peut observer des hémobilies dans des complications de maladies vésiculaires ou hépatiques, en particulier lors de tumeurs et d'infections, notamment parasitaires.

## Diagnostic
Le diagnostic est essentiellement clinique, confirmé par l'artériographie sélective et éventuellement le scanner abdominal.

## Traitement
Il s'agit d'une urgence. La première phase du traitement est le remplissage vasculaire et la correction d'une éventuelle anomalie de l'hémostase. Elle est suivie d'une embolisation radiologique sélective, dans la continuité de l'artériographie sélective. En cas d'échec de l'embolisation ou d'hémobilie extra-hépatique, le traitement curatif sera chirurgical. Enfin, un traitement étiologique pourra être nécessaire pour éviter de nouvelles hémobilies (traitement d'éventuelles tumeurs ou de parasitoses).